# 芜湖造船厂
芜湖造船厂是安徽省最大的造船企业。位于芜湖市劳动西路118号，东大门位于长江路。部属企业，六机部十大造船厂之一。2007年，公司脱离中国船舶工业集团公司，改制后由奇瑞汽车股份有限公司控股，更名为芜湖新联造船有限公司，2010年搬迁至三山新厂区。目前更名为芜湖造船有限公司。

## 历史
前身福纪恒机器厂由镇江人胡志标始建于1900年5月，从事零星修配。1939年被日军控制迁址弋矶山清风楼江边，1942年更名为德心铁工所芜湖造船厂，旧机床12 台，简易小型滑道2 条，能检修300 吨以下日本海军船只。1945年10月8日，安徽省政府建设厅接收了敌产，更名为安徽省建设厅芜湖铁工厂。1948年6月8日，更名为安徽省保安司令部修械厂。
1949年4月27日，渡江战役芜湖市解放，在皖南人民行政公署领导下并入了国民政府芜湖第六专员公署保安司令部修械所、安澜工校实习工厂的部分设备，更名为皖南企业公司芜湖铁工厂，1949年底有破旧厂房10余间，职工51人，老式设备10余台，以修船为主，完成产值5.6万元，隶属皖南行署工商处。1951年更名为皖南芜湖公营铁工厂。1951年3月，更名为地方国营安徽省芜湖铁工厂，隶属安徽省工业厅。1952年11月20日起开始造船，排水量60吨的挖泥船。1954年7月，芜湖铁工厂上收由第一机械工业部船舶工业管理局领导，设立代号厂名，代号440，后改为425。它被列入中国第一个五年计划，1954年11月开始重点大规模新建扩建42个项目，1956年3月建成，完成总投资983万元，职工增至1800余人。此后建造了中国第一艘木制鱼雷快艇、中国第一艘玻璃钢扫雷艇、中国第一艘海洋综合调查船。
1958年4月24日朱德元帅视察芜湖造船厂，题词“大家跃进”。1958年9月20日毛泽东主席视察芜湖造船厂，登上刚刚建造下水的227号鱼雷快艇驾驶台，在长江上疾驰了20余海里。